# Говард, Уильям, 8-й граф Карлайл
Уильям Джордж Говард, 8-й граф Карлайл (англ. William George Howard, 8th Earl of Carlisle; 23 февраля 1808 — 29 марта 1889) — английский священник и пэр.

## Биография
Родился 23 февраля 1808 года в Лондоне. Третий сын Джорджа Говарда, 6-го графа Карлайла (1773—1848), и леди Джорджианы Кавендиш (1783—1858), дочери Уильяма Кавендиша, 5-го герцога Девонширского, и леди Джорджианы Спенсер, старшей дочери Джона Спенсера, 1-го графа Спенсера.
Уильям Говард получил образование в Итонском колледже и в колледже Крайст-Черч Оксфордского университета, получив степень бакалавра искусств в 1837 году и магистра искусств в 1840 году.
Он был ректором Лондесборо (приход, подаренный графом Лондесборо) в Восточном райдинге Йоркшира с 1832 года на протяжении более сорока лет до 1877 года, хотя с 1866 года из-за психической недееспособности лорда Говарда его обязанности исполнял его заместитель.
5 декабря 1864 года после смерти своего старшего брата, Джорджа Говарда, 7-го графа Карлайла (1802—1864), Уильям Говард унаследовал титулы графа Карлайла (Пэрство Англии), 8-го виконта Говарда из Морпета в Нортумберленде (Пэрство Англии) и 8-го барона Дакра из Гиллесленда в Камберленде (Пэрство Англии), став членом Палаты лордов Великобритании.
Лорд Карлайл скончался 29 марта 1889 года в возрасте 81 года, будучи неженатым. Ему наследовал его племянник, Джордж Говард, 9-й граф Карлайл.